# Carlos Estefan Upegui
Carlos Alberto Estefan Upegui (Medellín, 6 de julio de 1950) es un político y médico veterinario zootecnista colombiano, reconocido por haber sido Gobernador del Tolima entre 1997 y 2000 y Senador Suplente de la República entre 2002 y 2006. Durante su carrera ha ocupado otros cargos, como gerente del Instituto Colombiano de Reforma Agraria, director general de la Corporación Autónoma Regional del Tolima, presidente ejecutivo de la Federación Nacional de Avicultores, presidente de la Bolsa Nacional Agropecuaria, presidente de la Asociación Colombiana de Comisionistas de Bolsas de Bienes y Productos y gerente general de la Asociación Nacional de Ganaderos Productores de Leche.

## Biografía

### Primeros años y estudios
Estefan nació en Medellín, Antioquia el 6 de julio de 1950, hijo del médico Alberto Estefan Estefan y de Olga Upegui Sánchez. Vivió en el municipio de Montenegro, Quindío durante su infancia, y se trasladó con su familia en 1958 a Ibagué, Tolima, donde terminó sus estudios secundarios. En 1969 viajó a Manizales, Caldas para iniciar estudios en medicina veterinaria y zootecnia en la Universidad de Caldas, obteniendo matrícula de honor en varias ocasiones. Tras graduarse en 1975, viajó a su natal Medellín para cursar una maestría en Administración de Empresas con especialización en Economía en la Universidad EAFIT.

### Carrera

#### Primeros cargos
Dos años después regresó a Ibagué para vincularse como Jefe de Industria Animal del Comité de Cafeteros del Tolima, cargo que le valió en dos ocasiones el reconocimiento como Médico Veterinario del Año, premio otorgado por el Colegio de Médicos Veterinarios y Zootecnistas del Tolima. En 1982 se convirtió en gerente del Instituto Colombiano de la Reforma Agraria INCORA para el departamento del Tolima, y un año después ocupó el mismo cargo para el departamento del Caquetá. Dos años después se convirtió en Director Nacional de Organización Campesina del instituto en la ciudad de Bogotá, y se encargó de la Subgerencia Nacional de Asentamientos Campesinos. En 1986 fue nombrado por el entonces Ministro de Agricultura Hernán Vallejo Mejía como Director Nacional de Ganadería, y un año después se convirtió en Decano de la Facultad de Zootecnia en la Universidad de La Salle, en la capital colombiana.
En 1986 fue nombrado por el entonces Presidente de la República Virgilio Barco como director general de la Corporación Autónoma Regional del Tolima, cargo en el que promovió proyectos de desarrollo social y económico. Su labor en la corporación le valió el galardón como Ejecutivo del Año en 1989 y la Medalla Cacique Calarcá un año después. Al finalizar su gestión en CORTOLIMA, fue designado como Presidente Ejecutivo de la Federación Nacional de Avicultores FENAVI, cuya labor impulsó la creación del Fondo Nacional Avícola FONAV. En 1992 ocupó la Presidencia de la Bolsa Nacional Agropecuaria, conocida en la actualidad como Bolsa Mercantil de Colombia, y acto seguido fue nombrado Vicepresidente de la Asociación Iberoamericana de Bolsas de Productos.
Durante este periodo, tomó parte activa en la redacción de varios artículos de la Ley 101 de 1993 para el fortalecimiento del mercado bursátil. Por su labor en la Bolsa Nacional Agropecuaria, Estefan fue nominado en la categoría de mejor trabajador en los Premios Portafolio de 1994.

#### Gobernación del Tolima, Senado de la República y actualidad
En 1997 fue elegido como el tercer Gobernador del Tolima por elección popular, después de Ramiro Lozano Neira y Francisco Peñaloza Castro. En el año 2003 ofició como Senador Suplente de la congresista Leonor Serrano de Camargo en representación del movimiento Somos Colombia. Más adelante fue elegido como Veedor del Partido Liberal en el Departamento del Tolima, y ofició como asesor del Instituto de Financiamiento de Ibagué y de la Gerencia General del Instituto Colombiano de Bienestar Familiar en Bogotá.
Entre 2010 y 2018 ofició como Presidente de la Asociación Colombiana de Comisionistas de Bolsas de Bienes y Productos ACBP, y en agosto de 2014 asumió la Gerencia General de la Asociación Nacional de Ganaderos Productores de Leche ANALAC, cargo que ocupó hasta el 2017. Actualmente, Estefan se desempeña como asesor empresarial y trabaja como columnista en diversos periódicos y revistas de circulación nacional y regional.

## Vida personal
En noviembre de 1995, Estefan contrajo nupcias con Sandra Liliana Guzmán Rodríguez, de cuya unión nació Catalina Estefan Guzmán, quien actualmente se desempeña como creadora de contenido y streamer bajo el seudónimo GoddessAlfa.